# Масейра (Лейрия)
Масейра (порт. Maceira) — район (фрегезия) в Португалии, входит в округ Лейрия. Является составной частью муниципалитета Лейрия. По старому административному делению входил в провинцию Бейра-Литорал. Входит в экономико-статистический субрегион Пиньял-Литорал, который входит в Центральный регион. Население составляет 9981 человек на 2001 год. Занимает площадь 48,18 км².
Покровителем района считается Дева Мария (порт. Nossa Senhora da Luz).